# Ginástica na Universíada de Verão de 1977
A ginástica na Universíada de Verão de 1977 teve suas disputas realizadas na cidade de Sófia (Bulgária), contando com as provas masculinas e femininas da ginástica artística, exceto pelas disputas individuais por aparelhos. 

## Eventos
Ginástica artística
- Individual geral masculino
- Equipes masculino
- Individual geral feminino
- Equipes feminino

## Medalhistas
Ginástica artística
| Evento           | Ouro                 | Prata                 | Bronze                |
| ---------------- | -------------------- | --------------------- | --------------------- |
| Masculino        |                      |                       |                       |
| Equipes          | URS                  | JPN                   | PRK                   |
| Individual geral | JPN Hirashi Kajiyama | URS Vladimir Markelov | URS Vladimir Tichonov |
| Feminino         |                      |                       |                       |
| Equipes          | URS                  | ROU                   | BUL                   |
| Individual geral | ROU Alina Goreac     | URS Antonina Glebova  | BUL Nadia Chatarova   |

## Quadro de medalhas
| Ordem | País                | Medalha de ouro | Medalha de prata | Medalha de bronze |    |
| ----- | ------------------- | --------------- | ---------------- | ----------------- | -- |
| 1     | URS União Soviética | 2               | 2                | 1                 | 5  |
| 2     | ROU Romênia         | 1               | 1                |                   | 2  |
| 2     | JPN Japão           | 1               | 1                |                   | 2  |
| 4     | BUL Bulgária        |                 |                  | 2                 | 2  |
| 5     | PRK Coreia do Norte |                 |                  | 1                 | 1  |
| TOTAL | TOTAL               | 4               | 4                | 4                 | 12 |